# In Through the Out Door
| 평가 점수                     | 평가 점수 |
| 출처                          | 점수      |
| ----------------------------- | --------- |
| AllMusic                      | [ 2 ]     |
| The Daily Telegraph           | [ 3 ]     |
| Encyclopedia of Popular Music | [ 4 ]     |
| MusicHound Rock               | 4/5       |
| The Rolling Stone Album Guide | [ 6 ]     |
| Smash Hits                    | 7/10      |
| Tom Hull – on the Web         | B+        |
| The Village Voice             | B+        |

《In Through the Out Door》는 영국의 하드 록 밴드 레드 제플린의 여덟 번째이자 마지막 스튜디오 음반이다. 1978년 11월과 12월, 스웨덴 스톡홀름에 있는 ABBA의 폴라 스튜디오에서 3주 동안 녹음되었으며, 1979년 8월 15일, 스완 송 레코드에 의해 발매되었다. 이 음반은 1980년 드러머 존 본햄이 사망하기 전에 발매된 마지막 음반이며, 얼마 지나지 않아 밴드는 해체하기로 결정했다.
이 음반은 상업적으로 큰 성공을 거두었는데, 특히 미국에서는 빌보드 200 차트 2주 만에 1위를 차지했고, 영국, 캐나다, 뉴질랜드에서는 1위를 기록했고, 다른 나라에서는 10위나 15위를 기록했다. 《In Through the Out Door》는 미국에서 차트 정상에 오른 밴드의 마지막 스튜디오 음반이다.

## 배경
이 음반은 1977년 로버트 플랜트의 아들 카라크의 죽음과 영국에서 밴드가 탈루한 세금 추방을 위한 최근의 투쟁을 묘사하기 위해 이 그룹에 의해 이름이 붙여졌다. 그 추방으로 밴드는 2년 이상 영국 땅을 순회할 수 없게 되었고, 따라서 대중의 마음 속으로 다시 들어가려고 하는 것은 "아웃도어"를 통해 들어가려고 하는 것과 같았다.
이 그룹은 1978년 9월에 자료 리허설을 시작했고, 6주 후에 자료를 녹음할 준비가 되었다. 이 그룹은 녹음을 시작하기 위해 스웨덴 스톡홀름에 있는 폴라 스튜디오로 갔다. 이전의 레드 제플린의 음반과는 대조적으로 《In Through the Out Door》는 베이시스트이자 키보디스트인 존 폴 존스와 보컬리스트 로버트 플랜트의 부분에서 훨씬 더 큰 영향력을 가지고 있으며, 상대적으로 드러머인 존 본햄과 기타리스트 지미 페이지와는 비교가 되지 않는다. 페이지와 본햄의 이러한 감소된 인풋은 본햄이 알코올 중독과 헤로인 중독과 싸우는 가운데, 두 명의 밴드 멤버들이 종종 녹음실에 제 시간에 나타나지 않았기 때문이라고 한다. 존스는 나중에 "그때쯤에는 두 개의 뚜렷한 캠프가 있었고, 우리는 비교적 깨끗한 캠프에 있었습니다."라고 말했다. 결과적으로 많은 곡들이 낮에 플랜트와 존스에 의해 조합되었고, 밤 늦게 페이지와 본햄이 그들의 부분을 추가했다. 존스는 또한 음반 녹음 전에 야마하 GX-1 신시사이저를 구입한 후 새로운 재료를 만들도록 영감을 받았다. 그리고 그는 "로버트와 긴밀히 협력하고 있었습니다. 전에는 없었던 일이지요."
폴라에서의 녹음 세션 이후, 이 음반은 플럼튼에 있는 그의 집에 있는 페이지의 개인 스튜디오에서 혼합되었다. 〈Wearing and Tearing〉, 〈Ozone Baby〉, 〈Darlene〉은 이번 음반 세션에서 녹음되었으나 공간 제약으로 인해 삭제되었다. 이 모든 것이 나중에 《Coda》에 나타났다.

## 커버 아트
오리지널 음반에는 특이한 묘기가 담겨 있었다. 음반의 겉 소매는 평범한 갈색 종이 가방처럼 생겼고 (비슷하게 포장된 해적판 음반 소매의 일부), 안쪽 소매는 물로 씻으면 영구적으로 완전한 색이 되는 흑백 라인 삽화를 특징으로 했다. 다른 사진 한 켤레 (양쪽에 하나씩)를 특징으로 하는 6개의 서로 다른 소매도 있었으며, 외부 갈색 종이 소매는 음반 구매자들이 어떤 소매를 받고 있는지 알 수 없다는 것을 의미했다. 사진들은 모두 바 (남자가 디어 존 편지를 태우는 장면)에서 같은 장면을 묘사했고, 각각의 사진은 다른 사진에 나타난 누군가의 별도 관점에서 찍은 것이다. 벽에는 노란색 명함 수천 장과 달러 지폐가 걸려 있다. 런던의 한 스튜디오에서 열린 이 사진 세션은 루이지애나주 뉴올리언스에 있는 올드 압빈스 하우스를 재현한 것처럼 보이도록 되어 있었다.
이 커버 아트는 힙노시스의 스톰 소거슨에 의해 디자인되었다. 1980년, 힙노시스는 《In Through the Out Door》로 최우수 앨범 패키지 부문에서 그래미 어워드 후보에 올랐다.

## 발매 및 홍보
이 음반은 1979년 네브워스에서 열린 밴드의 트윈 콘서트 전에 발매될 예정이었지만, 제작 지연은 1979년 8월 15일, 이 행사에서 그들의 공연이 끝난 직후 발매되었다는 것을 의미했다. 플랜트는 농담으로 1979년 8월 4일, 공연 중 때때로 지연을 언급했다.
이 음반은 《빌보드》 차트 2주째 1위에 올랐으며, 발매 며칠 만에 170만 장이 팔렸다고 한다. 이 음반의 발매와 관련하여, 레드 제플린의 전체 카탈로그는 1979년 10월 23일에서 11월 3일 사이에 빌보드 200을 전례 없는 위업으로 만들었고, 《Physical Graffiti》까지의 모든 음반이 차트에 올랐던 1975년에 그들 자신의 음반 1위를 차지했다. 이 음반은 7주 동안 미국 최고의 자리를 지켰고 1979년 9월 말까지 3백만 장이 팔렸다. 고전을 면치 못하던 미국 음반 산업을 되살리는 데 일조했다는 평가를 받았다. 1980년 1월, 〈Fool in the Rain〉은 싱글로 발매되어 음반을 홍보하였으나, 싱글 차트 상위 20위 안에 들지 못했다.
《In Through the Out Door》는 차트 상위권에 가장 많은 시간을 보낸(《Led Zeppelin II》와 함께) 레드 제플린의 음반이다. 현재까지 이 음반은 미국에서 6백만 장이 팔렸다.

## 곡 목록
모든 곡들은 특별한 언급이 없는 한 존 폴 존스와 지미 페이지 그리고 로버트 플랜트에 의해 작사/작곡하였다.
| #  | 제목                   | 작사·작곡      | 재생 시간 |
| -- | ---------------------- | -------------- | --------- |
| 1. | 〈In the Evening〉     |                | 6:48      |
| 2. | 〈South Bound Saurez〉 | 존스, 플랜트   | 4:11      |
| 3. | 〈Fool in the Rain〉   |                | 6:08      |
| 4. | 〈Hot Dog〉            | 페이지, 플랜트 | 3:15      |

| #  | 제목                | 작사·작곡    | 재생 시간 |
| -- | ------------------- | ------------ | --------- |
| 1. | 〈Carouselambra〉   |              | 10:28     |
| 2. | 〈All My Love〉     | 존스, 플랜트 | 5:51      |
| 3. | 〈I'm Gonna Crawl〉 |              | 5:28      |

## 인증
| 국가                                | 인증        | 판매량/출하량 |
| ----------------------------------- | ----------- | ------------- |
| 아르헨티나 (CAPIF)                  | 골드        | 30,000^       |
| 오스트레일리아 (ARIA)               | 2× 플래티넘 | 140,000^      |
| 헝가리 (MAHASZ) 2015 Deluxe edition | 골드        | 1,000^        |
| 뉴질랜드 (RMNZ)                     | 2× 플래티넘 | 30,000^       |
| 영국 (BPI)                          | 플래티넘    | 300,000^      |
| 미국 (RIAA)                         | 6× 플래티넘 | 6,000,000^    |
| ^출하량을 기반으로 한 인증          |             |               |